# Abram Sewastjanowitsch Tannenbaum

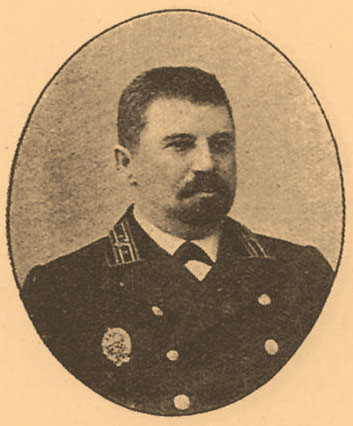
Abram Sewastjanowitsch Tannenbaum

Abram Sewastjanowitsch Tannenbaum (russisch Абрам Севастьянович Таненбаум; * 1858 in Białystok; † 1922 in Moskau) war ein russischer Verkehrsingenieur, Autor und Herausgeber.

## Leben
Tannenbaum schloss das Studium am Institut für Verkehrsingenieure in St. Petersburg 1884 ab und studierte dann am St. Petersburger Archäologischen Institut. Von 1896 bis 1903 leitete er die Technik-Abteilung der Verwaltung des St. Petersburger Verkehrsbezirks. 1903 wurde er Ingenieur für technische Arbeiten beim Ingenieursrat des Verkehrsministeriums. Er veröffentlichte eine Reihe von Fachaufsätzen im Journal des Verkehrsministeriums hauptsächlich über Fragen des Wasserbaus und die Geschichte der Ingenieurskunst. Für den Brockhaus-Efron schrieb er viele Artikel über die vielfältigen Aspekte des Bauwesen und die dort tätigen Menschen.
1896 wurde Tannenbaum Redakteur des Journals des Verkehrsministeriums. 1904 wurde er zusätzlich Redakteur des wöchentlich erscheinenden Verkehrsboten. Tannenbaum gab die ersten sechs Sammelbände des St. Petersburger Verkehrsbezirks heraus mit Materialien zu den Land- und Wasserwegen des St. Petersburger Verkehrsbezirks. Tannenbaum veröffentlichte auch in jüdischen Zeitschriften.